# Siergiej Postriechin
Siergiej Albertowicz Postriechin (ros. Сергей Альбертович Пострехин, ukr. Сергій Альбертович Пострєхін; ur. 1 listopada 1957 w Chersoniu) – radziecki kajakarz, kanadyjkarz (Ukrainiec). Dwukrotny medalista olimpijski z Moskwy.
Igrzyska w 1980 były jego jedną olimpiadą. W kanadyjkowej jedynce zdobył medal zarówno na dystansie 500, jak i 1000 metrów. Triumfował na 500 metrów, był drugi na dwukrotnie dłuższym dystansie. Stawał na podium mistrzostw świata, sięgając po złoto (C-1 500 m: 1979) i dwa brązowe medale (C-1 500 m: 1982, C-2 1000 m: 1978). Był mistrzem ZSRR.